# Pallavicinia subciliata
Pallavicinia subciliata là một loài rêu trong họ Pallaviciniaceae. Loài này được (Austin) Stephani mô tả khoa học đầu tiên năm 1900.